# Medynia Głogowska
Medynia Głogowska is een dorp in de Poolse woiwodschap Subkarpaten. De plaats maakt deel uit van de gemeente Czarna (powiat łańcucki) en telt 1650 inwoners.